# Bundesstraße 200
Pour les articles homonymes, voir B200 et Route 200.
La Bundesstraße 200 est une Bundesstraße du Land de Schleswig-Holstein.

## Géographie
La route passe notamment par le geest du Schleswig du Sud.

## Histoire
La liaison routière entre le port de Husum en mer du Nord et le port de Flensbourg en mer Baltique est construite en 1844 en tant que première route chaussée de la région du Schleswig. Cette route est étendue en 1847 à Åbenrå. En 1854, une ligne de chemin de fer reliant Flensbourg à Husum est construite, ce qui déplace le trafic de la route vers le rail. Néanmoins, des lignes de bus sont établies dans les années 1920, reliant le village de Haselund à Flensbourg et Husum.
La route reliant Flensburg à Husum devient la Reichsstraße 200 vers 1937.
La voie de contournement ouest de la ville de Flensburg est ouverte en 1968 et désignée jusqu'en 1987 comme Bundesautobahn 205. En 1987, la voie de contournement à quatre voies est réaffectée à la Bundesstraße 200.

## Source
- (de) Cet article est partiellement ou en totalité issu de l’article de Wikipédia en allemand intitulé « Bundesstraße 200 » (voir la liste des auteurs).